# Otaki Katsumi
Katsumi Otaki (sinh ngày 9 tháng 6 năm 1969) là một cầu thủ bóng đá người Nhật Bản.

## Sự nghiệp câu lạc bộ
Katsumi Otaki đã từng chơi cho Shimizu S-Pulse.